# Søren Lilholt
Søren Lilholt, né le 22 septembre 1965 à Copenhague, est un coureur cycliste danois. En 1983, il remporte le titre de champion du monde sur route en catégorie junior. Il devient professionnel en 1986 et le reste jusqu'en 1992.

## Palmarès

### Palmarès amateur
- 1983
  -  Champion du monde sur route juniors
  -  Champion du monde du contre-la-montre par équipes juniors
  - Champion des Pays nordiques du contre-la-montre par équipes juniors
- 1984
  - 1re étape du Tour de Suède
- 1985
  - 2e du Circuit franco-belge
  - 2e du Grand Prix de Lillers
  - 2e du Grand Prix de France

### Palmarès professionnel
- 1986
  - 2e étape de l'Étoile de Bessèges
  - 2e étape du Tour de Suède
  - 2e du Tour de Vendée
  - 2e du Tour de Luxembourg
  - 3e du Grand Prix de Plouay
- 1987
  - Tour de Luxembourg
    - Classement général
    - 1re étape

  - 2e du Circuit du Pays de Waes
  - 3e du Tour du Danemark
- 1988
  -  Championnat de Danemark sur route
  - 2e étape de Paris-Nice
  - Classement général du Tour d'Armorique
  - 3e et 4eb (contre-la-montre) étapes du Tour de Luxembourg
  - 4e étape du Tour de Suède
  - 3e de l'Étoile de Bessèges
  - 3e du Tour du Danemark
- 1989
  - 2e du Tour du Piémont
- 1990
  - 3e étape du Tour de la Communauté valencienne
  - Grand Prix E3
  - 1re étape du Tour d'Armorique
  - Flèche hesbignonne-Cras Avernas
  - 4e étape du Tour de Grande-Bretagne
  - 2e du championnat du Danemark du contre-la-montre
  - 2e du Grand Prix de Fourmies
  - 3e du Grand Prix Pino Cerami
- 1991
  - 4e étape du Tour de la Communauté valencienne
  - 3e d'À travers le Morbihan

## Résultats sur les grands tours

### Tour de France
5 participations
- 1988 : 99e
- 1989 : abandon (12e étape)
- 1990 : 85e
- 1991 : abandon (13e étape)
- 1992 : 99e

### Tour d'Italie
1 participation
- 1992 : 100e

### Tour d'Espagne
2 participations
- 1987 : 51e
- 1989 : non-partant (12e étape)